# Speothos venaticus
Lo speoto (Speothos venaticus Lund, 1842), noto anche come itticione, è un canide cerdocionino diffuso in America centrale e meridionale. 
Nonostante sia presente in un areale molto esteso, è molto raro nella maggior parte delle aree in cui si trova, fatta eccezione per il Suriname, la Guyana e il Perù; venne identificato per la prima volta da Peter Wilhelm Lund a partire da resti fossili rinvenuti all'interno di caverne brasiliane e ritenuto estinto. Lo speoto è l'unica specie attualmente esistente del genere Speothos Lund, 1839, e gli studi genetici suggeriscono che il suo più stretto parente tuttora esistente possa essere il crisocione delle regioni centrali dell'America meridionale o il licaone africano. La specie è considerata prossima alla minaccia (Near Threatened) dalla IUCN.
In Brasile viene chiamato cachorro-vinagre («cane dell'aceto») o cachorro-do-mato («cane della boscaglia»). Nei paesi ispanofoni è chiamato perro vinagre («cane dell'aceto»), zorro vinagre («volpe dell'aceto»), perro de agua («cane d'acqua») o perro de monte («cane della boscaglia»).

## Descrizione
Gli esemplari adulti di speoto presentano un manto lungo e morbido di colore terra di Siena bruciata-brunastro, di una più chiara tonalità rossastra su testa, collo e dorso, e una coda folta; talvolta è presente una chiazza di colore più chiaro sulla gola. Gli individui più giovani, tuttavia, hanno il corpo ricoperto interamente da un manto di colore nero. In genere gli adulti hanno una lunghezza testa-corpo di 57-75 cm e una coda lunga 12,5-15 cm. Misurano 20-30 cm di altezza al garrese e pesano 5-8 kg. Hanno zampe piuttosto brevi se paragonate alle dimensioni del corpo, nonché un muso corto e orecchie relativamente piccole.
I denti sono particolarmente adatti per una dieta rigorosamente carnivora. Tra i canidi americani, questa specie è l'unica ad avere una formula dentaria di I 3/3, C 1/1, P 4/4, M 1/2, per un totale di 38 denti. Lo speoto è una delle tre specie di canidi (assieme al cuon e al licaone) ad avere una dentatura carnassiale a cuspidi taglienti, con una singola cuspide sul talonide del dente carnassiale inferiore che va a incrementare la lunghezza del margine tagliente. Le femmine hanno quattro paia di mammelle, e in entrambi i sessi sono presenti grosse ghiandole odorifere su ciascun lato dell'ano. Gli speoti hanno  dita parzialmente palmate, che consentono loro di nuotare in maniera più efficiente.

## Biologia

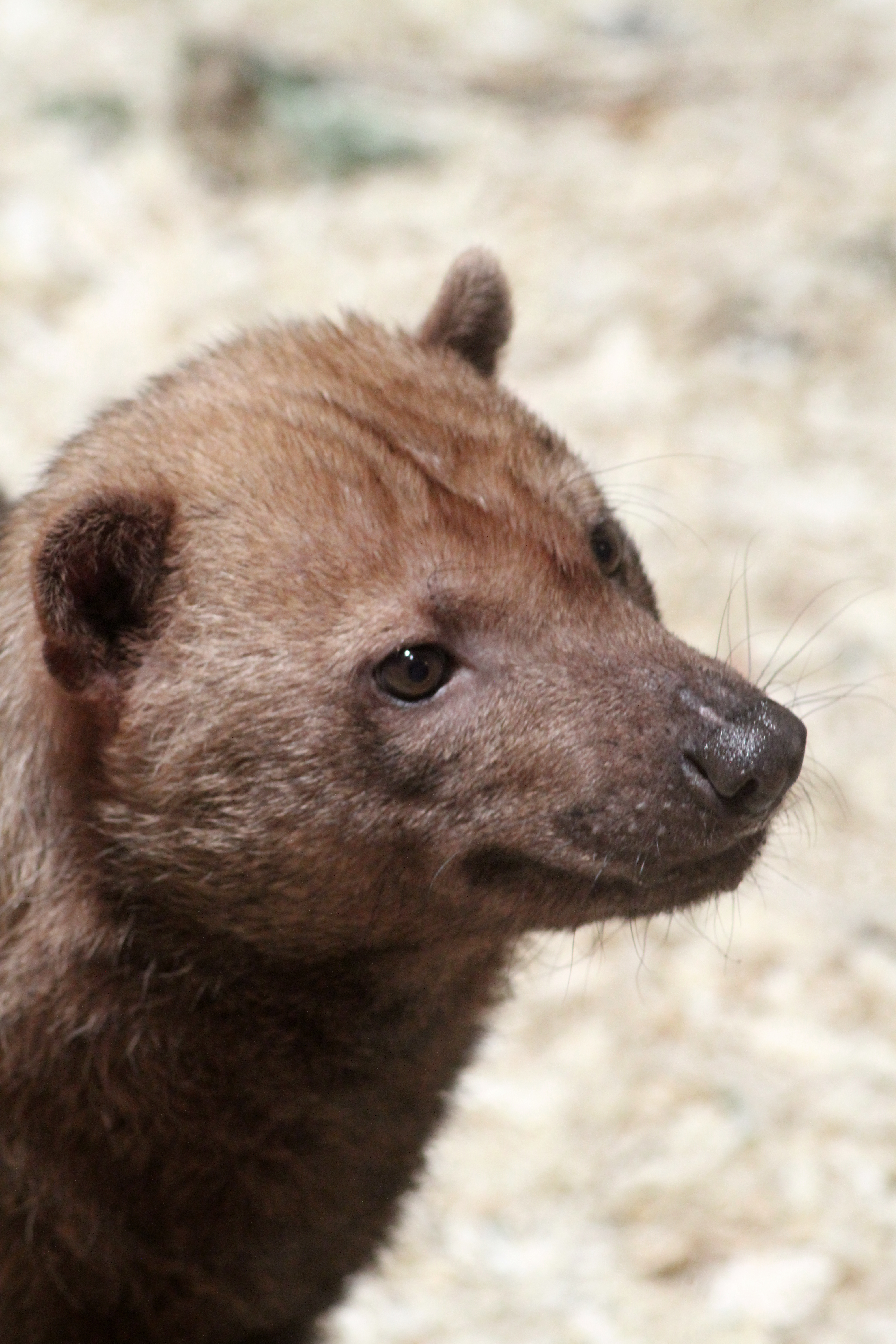
Esemplare di speoto

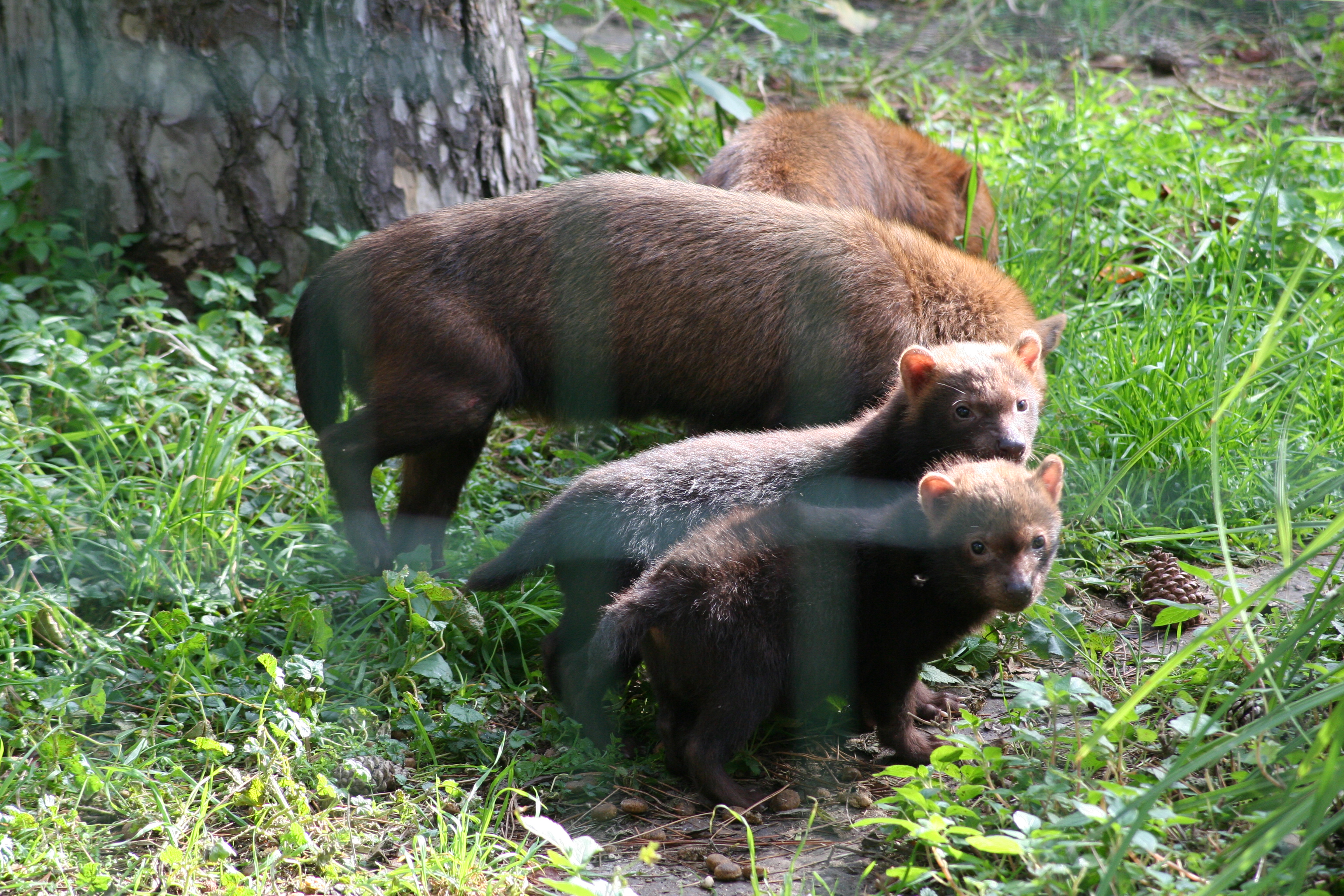
Due speoti con i piccoli

Gli speoti sono carnivori che vanno a caccia nelle ore diurne. Loro tipiche prede sono i paca, gli aguti e i capibara, tutti roditori di grandi dimensioni. Nonostante siano in grado di cacciare da soli, generalmente vengono avvistati in piccoli branchi. Riescono a catturare prede ben più grandi di loro, come pecari e nandù, e siamo a conoscenza di un caso in cui un branco di sei esemplari è riuscito ad abbattere un tapiro di 250 kg. Quando gli speoti danno la caccia ad un paca, una parte del branco lo insegue sulla terraferma, mentre un'altra parte lo attende in acqua, dove esso è solito ritirarsi quando si sente minacciato.
Lo speoto sembra essere la più gregaria tra le specie di canidi dell'America meridionale. Come riparo utilizza tronchi cavi e cavità come le tane scavate dagli armadilli. Ciascun gruppo è composto da un'unica coppia riproduttrice e dalla loro immediata prole, e occupa un territorio di estensione variabile tra i 3,8 e i 10 km². Solamente la coppia di adulti può riprodursi: gli altri membri del branco sono subordinati ad essa, e danno una mano ad allevare i piccoli e a far loro la guardia. Gli individui appartenenti ad un determinato gruppo si tengono in contatto tra loro con frequenti guaiti, forse a causa della scarsa visibilità del sottobosco in cui la specie è solita andare a caccia. Quando divorano una preda di grosse dimensioni, ciascun genitore ne afferra un'estremità, rendendo così più facile ai piccoli aprirne il corpo.

### Riproduzione

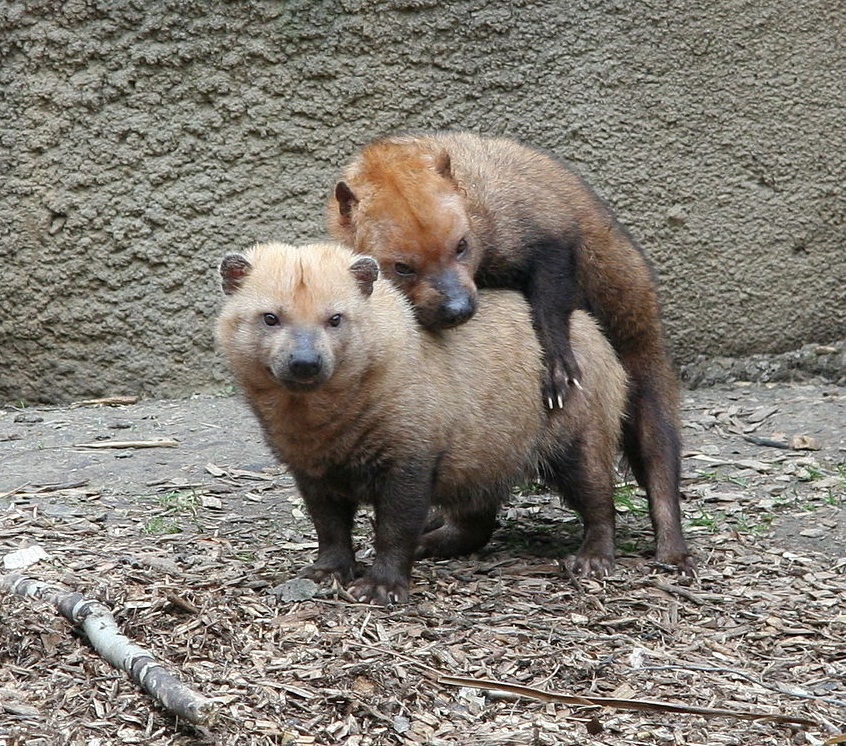
Accoppiamento tra speoti

Gli speoti si accoppiano in ogni periodo dell'anno; l'estro si protrae fino a dodici giorni, e ha luogo ogni 15-44 giorni. Come quello di molti altri canidi, anche l'accoppiamento degli speoti comporta una cosiddetta cravatta copulatoria, durante la quale i due partner rimangono agganciati insieme.
La gestazione dura tra 65 e 83 giorni, trascorsi i quali nascono di norma dai tre ai sei piccoli, nonostante si abbia conoscenza anche di cucciolate che comprendevano fino a dieci piccoli. Alla nascita i piccoli, del peso di 125-190 g, sono ciechi e inermi. Gli occhi si aprono dopo quattordici-diciannove giorni, e i piccoli escono per la prima volta dalla tana in cui sono nati poco tempo dopo. Essi sono svezzati intorno all'età di quattro settimane e raggiungono la maturità sessuale ad un anno. In cattività gli speoti possono vivere fino a dieci anni.

## Distribuzione e habitat
Lo speoto è diffuso da Panama, nell'America centrale, attraverso gran parte dell'America meridionale a est delle Ande, fino alla Bolivia centrale, al Paraguay e al Brasile meridionale. Vive di preferenza nelle foreste di pianura fino a 1900 m di altitudine, nelle savane umide e in altre aree in prossimità dei fiumi, ma è presente anche nelle regioni più aride del cerrado e in pascoli aperti. In passato l'areale di questa specie si estendeva a nord fino alla Costa Rica, dove potrebbe essere tuttora presente in alcune aree ad essa favorevoli. Il suo areale conosciuto, invece, si estende a nord fino alle regioni occidentali di Panama (a nord della Zona del Canale), in quanto è stata recentemente avvistata nella regione della riserva forestale di Fortuna (nell'ovest del paese), nella regione di Bayano e nell'area del canale di Panama. Nel corso di uno studio effettuato tra il 2012 e il 2015 si è scoperto che a Panama lo speoto è raro ma diffuso in gran parte del paese, in quanto presente in una «ampia e continua fascia lungo l'istmo di Panama»: esso, infatti, è stato ripreso dalle fototrappole e avvistato direttamente in varie località (nove) situate tra la regione di Fortuna, nel nord-ovest, in prossimità del confine con la Costa Rica, e il sud-est del paese, presso il confine con la Colombia. Gli scienziati coinvolti nello studio «ritengono che ben presto esso attraverserà il confine con la Costa Rica», poiché lo speoto è attualmente «diffuso» in molti siti di Panama situati appena al di là del confine con questo stato. Secondo quanto affermato dal biologo Carlos L. de la Rosa, attuale direttore della stazione biologica La Selva della Organization for Tropical Studies, nella sua guida sui mammiferi dell'America centrale, due esemplari di speoto potrebbero essere stati avvistati dal biologo Pablo Riba e filmati da alcuni turisti che stava accompagnando nella stazione biologica di Marenco nel parco nazionale Corcovado nella penisola di Osa, nel sud della Costa Rica; un secondo avvistamento è stato riportato sulla newsletter della stazione biologica Las Cruces della Organization for Tropical Studies a San Vito.

## Tassonomia
Ne vengono riconosciute tre sottospecie:
- S. v. venaticus Lund, 1842, diffusa nelle regioni meridionali di Colombia e Venezuela, nelle Guyane, nella maggior parte del Brasile, nelle regioni orientali di Ecuador e Perù, in Bolivia e nel Paraguay settentrionale;
- S. v. panamensis Goldman, 1912, diffusa a Panama, nelle regioni settentrionali di Colombia e Venezuela e nell'Ecuador occidentale;
- S. v. wingei Ihering, 1911, diffusa nelle regioni meridionali di Brasile e Paraguay e nell'estremità nord-orientale dell'Argentina.